# Taille blanche
La taille blanche est une technique de gravure en relief consistant à obtenir une estampe avec des traits blancs sur fond noir.
La taille blanche « fournit un dessin négatif blanc sur noir, l'encrage se trouvant sur la surface entre les incisions donnant le trait. »
Le graveur suisse Urs Graf est reconnu comme étant l'inventeur de cette technique.